# Mario Puzo
Mario Francis Puzo, född 15 oktober 1920 i det s.k. Hell's Kitchen (Clinton) på Manhattan i New York, död 2 juli 1999 i Bay Shore på Long Island, New York, var en amerikansk författare.
Puzo har bland annat skrivit romanen Gudfadern.

## Biografi
Mario Puzo växte upp i området Hell's Kitchen i New York i en siciliansk familj. Under andra världskriget tjänstgjorde Puzo inom US Army Air Forces och var stationerad i Östasien och Tyskland. Efter militärtjänstgöringen studerade Puzo vid New School of Social Research, New York och Columbia University, där han tog lektioner i litteratur och skrivande. 1946 gifte han sig med Erika Broske som han fick fem barn med.
Hans första bok, Mörk Arena, gavs ut 1955. Under sitt liv hann Puzo skriva 12 böcker, varav de mest kända var de om den amerikanska maffian. Tillsammans med Francis Ford Coppola skrev Puzo manuset till tre filmer baserade på hans bästsäljare Gudfadern. Filmerna har vunnit flera priser, bland annat en Oscar för bästa manus.
Puzo dog i juli 1999 av en hjärtattack, 78 år gammal, efter att ha färdigställt manuskriptet till sin sista bok Omertá som gavs ut 2000. Sina sista år i livet tillbringade Puzo med att samla material till en bok om familjen Borgia, en av italienska renässansens mäktigaste familjer. Boken vid namn The Family, som aldrig översatts till svenska, färdigställdes senare av kollegan Carol Gino.

### Skönlitteratur
- 1955 - Mörk arena (översättning Lars Ekegren, Norstedt, 1973) (The dark arena)
- 1965 - Pilgrimen (översättning Lars Ekegren, Norstedt, 1972) (The fortunate pilgrim)
- 1966 - Sommaren när allting hände (översättning Jadwiga P. Westrup, Prisma, 1977) (The runaway summer of Davie Shaw)
- 1969 - Gudfadern (översättning Lars Ekegren, Norstedt, 1970) (The godfather)
- 1975 - Hasard (översättning Anders Jonason, Norstedt, 1979) (Fools die)
- 1984 - Sicilianaren (översättning Sam J. Lundwall, Norstedt, 1985) (The Sicilian)
- 1991 - K (översättning Sune Karlsson, Norstedt, 1991) (The fourth K)
- 1996 - Den siste gudfadern (översättning Adi Kalic 1996) (The last Don)
- 2000 - Omertà (översättning Björn Linné, Norstedt, 2000) (Omertà)
- 2001 - The Family (postumt utgiven, färdigställd av Carol Gino)

### Dokument
- 1972 - The Godfather Papers & Other Confessions
- 1977 - Inside Las Vegas

## Filmografi i urval
- 1972 – Gudfadern
- 1974 – Jordbävningen
- 1974 – Gudfadern del II
- 1978 – Superman - The Movie
- 1980 – Superman II - Äventyret fortsätter
- 1982 – A Time to Die
- 1984 – Cotton Club (film)
- 1986 – The Fortunate Pilgrim (TV-serie) (TV-serie)
- 1987 – Sicilianaren
- 1990 – Gudfadern del III
- 1992 – Christopher Columbus - äventyraren
- 1997 – Den siste gudfadern (TV-serie) (TV-serie)
- 1998 – Den siste gudfadern 2 (TV-serie) (TV-serie)